# Jungle Monster
Jungle Expedition, voorheen Jungle Monster, daarvoor Junglevaart en bij opening Riviervaart, is een rondvaartattractie in Avonturenpark Hellendoorn.

## Geschiedenis

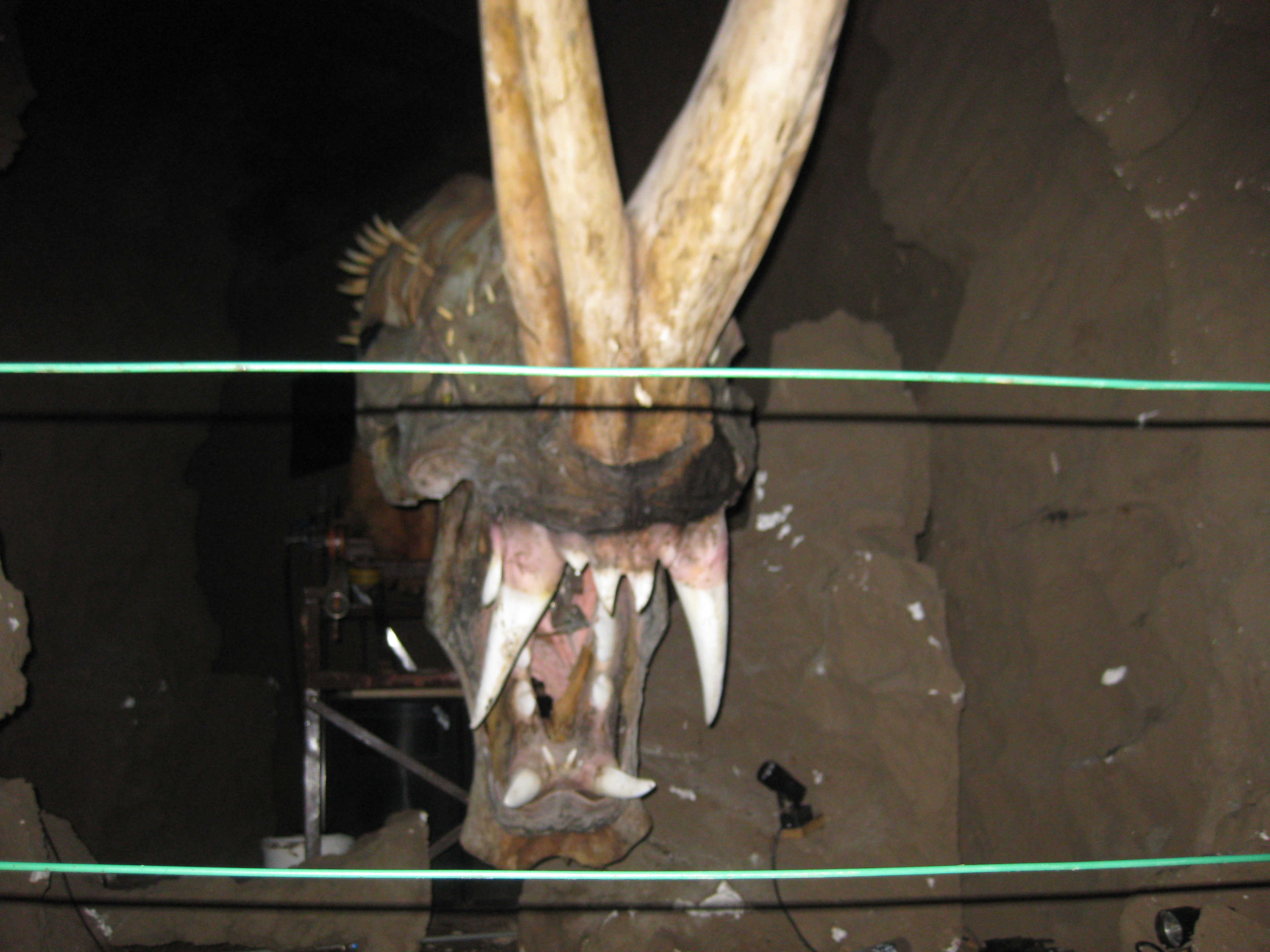
Het Jungle Monster dat tot 2017 de climax was van de rondvaart toen de attractie ook Jungle Monster heette.

De attractie is geopend in 1979 onder de naam Riviervaart en werd gebouwd door MACK Rides. De baan is in de loop der jaren veel veranderd en werd de naam veranderd naar Junglevaart en later in Jungle Monster. Het laatste gedeelte van de rit is overdekt in een grot. De boot vaart een grot in waar "Maya-tekeningen", veel spinnenwebben en een animatronic van een soort grote spin met twee slagtanden te vinden zijn die het ‘monster’ voorstelt. Het monster verdween in 2017.
Tijdens de edities 2016, 2017 en 2018 van het jaarlijkse horrorevenement Screams transformeerde het Jungle Monster naar scare zone ‘Jungle Attack’. In de winter van 2019/2020 onderging het Jungle Monster een grote metamorfose en is de naam gewijzigd naar Jungle Expedition: De Vervloekte Schat.

## Beschrijving attractie
Tijdens de rit vaart men door ‘de jungle van Hellendoorn’ en passeert men onder andere een neergestort vliegtuig, een krokodil die uit de bosjes schiet en een nijlpaard die uit het water komt. Ook zien de passagiers apen, cheeta’s, papegaaien en een waterspuwende slang en schorpioen. Verder is er nog een watervalletje en een tent van avonturier Rogier Hellendoorn en zijn papegaai Kapitein Geelsnavel. 
De attractie heeft een verhaallijn die gaat over een vervloekte schat die hoofdpersonages Rogier en papegaai Kapitein Geelsnavel willen gaan vinden. De oude bootjes van de attractie zijn daarom aangekleed met een koffer en een recorder als geluidsbox. Bezoekers kunnen terwijl ze in de bootjes zitten, teksten op muren ontcijferen met behulp van het Maya schrift.
Afbeeldingen
 · Lijst van attracties